# ピエール＝ポール・グラーセ
ピエール＝ポール・グラーセ（Pierre-Paul Grassé、1895年11月27日 - 1985年7月9日）は、フランスの動物学者、昆虫学者である。

## 略歴
ドルドーニュ県のペリグーで小企業の経営者の家に生まれた。ボルドー大学で医学を学び、Jean de Feytaudから昆虫学も学んだ。第一次世界大戦に軍医などとして従軍し学業は4年間中断された。パリで研究を続け、生物学者の資格を得て、ラボー（Étienne Rabaud）の研究室をしばしば訪れた。アグレガシオン(教授資格) 取得をめざしていたが、1921年にモンペリエの国立高等農学院（École Nationale Supérieure Agronomique de Montpellier）の教授となった。当時の国立高等農学院はピカール（François Picard）が率い、植物地理学のシャルル・フラオー(Charles Flahault)らがいた。グラーセはデュボスク（Octave Duboscq）の助手となり、寄生性原虫の研究を行った。 デュボスクがパリ大学へ移った後はバタヨン（Eugène Bataillon）と働いた。
1926年に国立高等農学院の副校長となり、「寄生鞭毛虫の研究」（"Contribution à l'étude des flagellés parasites"）を発表した。1929年にクレルモン＝フェラン大学の動物学の教授となり、学生の昆虫学の研究を指導した。1933年から1934年の間、アフリカでフィールド研究をし、その後も何度かアフリカを訪れ、シロアリを研究し、その専門家と評価されるようになった。
1935年にパリ大学の助教授となり、クーザン（Germaine Cousin）と働き、フランス昆虫学会の ケルヴィーユ賞（Prix Gadeau de Kerville）を受賞した。1939年にフランス動物学会の会長、1941年にフランス昆虫学会の会長（1年任期）を務めた。1948年にフランス科学アカデミーの会員に選ばれた。
1946年に全17巻38章からなる大著「動物学提要」（"Traité de zoologie"）を編集・執筆したことで知られる。このシリーズは40年以上に渡って出版が続けられた。

## 著作
- Parasites et parasitisme, Paris: Armand Collin, 1935
- Max Aron (1892–1974)と共著: Précis de biologie animale, Masson (Paris) 1935, 8. Auflage 1966
- Andrée Tétry (1907–1992)と共著: Zoologie, 2 Bände, Paris: Gallimard 1963
- Toi, ce petit dieu ! essai sur l'histoire naturelle de l'homme, Paris: Albin Michel 1971
- L'évolution du vivant, matériaux pour une nouvelle théorie transformiste, Paris: Albin Michel 1973
- La Défaite de l’amour ou le triomphe de Freud, Albin Michel 1976
- Biologie moléculaire, mutagenèse et évolution, Masson 1978
- L'Homme en accusation : de la biologie à la politique, Albin Michel 1980